# Old Man from the Mountain
«Old Man from the Mountain» es una canción compuesta e interpretada por Merle Haggard and the Strangers. Fue publicada el 3 de junio de 1974 como el segundo y último sencillo de su decimoséptimo álbum de estudio, Merle Haggard Presents His 30th Album.

## Recepción de la crítica
Un escritor no especificado de la revista Cash Box declaró: “Merle tiene una nueva canción que tiene el número uno escrito por todas partes. Pero eso no es tan único cuando nos fijamos en el historial de Haggard. En realidad, lo único es la canción. Hay algunos puntos instrumentales realmente buenos y la voz de Merle está en buena forma”. Un escritor no especificado de Billboard comentó: “Las primeras reacciones dicen que realmente no suena como Merle, pero eso se debe a que se aleja rápidamente de su estilo de canto más reciente. Pero es inconfundiblemente Haggard, que siempre connota grandeza”.

## Lista de canciones
Todas las canciones escritas y compuestas por Merle Haggard.
1. «Old Man from the Mountain» – 2:20
2. «Holding Things Together» – 2:57

## Posicionamiento

### Gráfica semanal
| Gráfica (1974)                                      | Pico de posición |
| --------------------------------------------------- | ---------------- |
| Canadá (RPM Country Playlist)                       | 1                |
| Estados Unidos (Billboard Hot Country Singles)      | 1                |
| Estados Unidos (Record World Country Singles Chart) | 1                |

### Gráfica de fin de año
| Gráfica (1974)                                 | Pico de posición |
| ---------------------------------------------- | ---------------- |
| Estados Unidos (Billboard Hot Country Singles) | 30               |